# Home Farm Football Club
 (février 2014).
Si vous disposez d'ouvrages ou d'articles de référence ou si vous connaissez des sites web de qualité traitant du thème abordé ici, merci de compléter l'article en donnant les références utiles à sa vérifiabilité et en les liant à la section « Notes et références ».
Maillots
Dernière mise à jour : 28 septembre 2009.
Le Home Farm Football Club est un club de football irlandais basé à Dublin. L’équipe absorba en 1972 le club de Drumcondra FC et ainsi participa au championnat d'Irlande de football de 1972 à 1999.
Home Farm est un des clubs formateurs les plus connus du pays. Il est toujours classé parmi les meilleurs dans les compétitions de jeunes. Il a formé nombre de footballeurs professionnels qui ont joué aussi bien en Irlande que dans le championnat anglais.

## Historique
De 1970 à 1999 Home Farm joua le championnat d’Irlande de football. Le club ne fut jamais soutenu par un public important et son équipe fut la plupart du temps composée de jeunes joueurs formés au club. L’équipe première joua jusqu’en 1989 dans le stade de Tolka Park avant de déménager vers Whitehall où toutes les autres équipes du club jouaient.
Le plus grand triomphe du club fut la victoire en Coupe d’Irlande en 1975, quand ils battirent Shelbourne FC 1 but à 0 en finale à Dalymount Park.
La saison suivante ils jouèrent la Coupe d'Europe des vainqueurs de Coupe affrontant le club français du RC Lens. Après un match nul 1-1 au match aller à domicile, ils s’inclinèrent 6-0 au match retour.
Pour la saison 1996-1997 Home Farm devint brièvement "Home Farm Everton", à cause d’un lien expérimental d’affiliation créé avec le club anglais d’Everton FC. Cette expérience ne dura qu’une année.
En 1999, l’équipe première fut rachetée par Ronan Seery et changea de nouveau de nom pour devenir Home Farm Fingal coupant l’équipe du reste du club. L’équipe changea une dernière fois de nom pour devenir Dublin City FC en 1999 avant de disparaître définitivement en 2006.
Home Farm joue maintenant au niveau amateur le championnat senior du Leinster.

## Bilan sportif

### Palmarès
- Coupe d'Irlande
  - Vainqueur : 1975

### Bilan européen
Note : dans les résultats ci-dessous, le score du club est toujours donné en premier.
| Saison    | Compétition      | Tour                | Club    | Domicile | Extérieur | Total |
| --------- | ---------------- | ------------------- | ------- | -------- | --------- | ----- |
| 1975-1976 | Coupe des coupes | Seizièmes de finale | RC Lens | 1 - 1    | 0 - 6     | 1 - 7 |

Légende
- Victoire ou qualification pour le tour suivant
- Match nul
- Défaite ou élimination de la compétition